# Hökarpanna

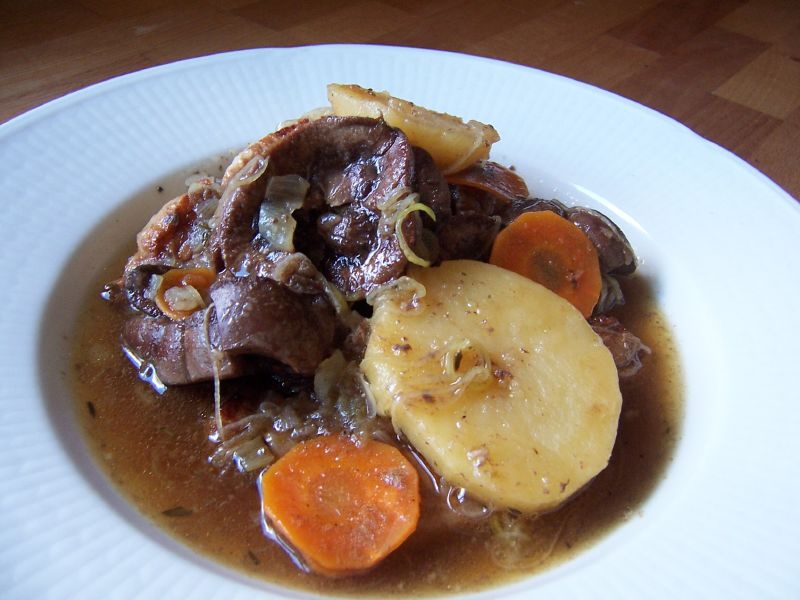
Hökarpanna

Hökarpanna eller hökarepanna är en gryta gjord på bland annat fläsk, lök, potatis, öl och njure från gris eller kalv.